# Concert de Queen à Hyde Park en 1976
 (septembre 2020).
Le concert de Queen à Hyde Park est un concert du groupe britannique Queen ayant eu lieu le 18 septembre 1976 à Hyde Park, à Londres. Il a fait partie d'une courte tournée estivale du groupe au Royaume-Uni, durant laquelle il a aussi joué à Édimbourg et à Cardiff.
Le concert était totalement gratuit, ce qui a attiré une foule de plus de 150 000 personnes ; ce fut l'un des concerts les plus importants ayant jamais eu lieu à Londres,. Il a été organisé par Richard Branson, fondateur de Virgin Group et entrepreneur à l'époque.
Nombre d'enregistrements audio de qualité variable (ainsi qu'un enregistrement vidéo) de ce concert existent et se sont retrouvés à plusieurs reprises sur des bootlegs. Selon Roger Taylor, le batteur de Queen, le live était prévu pour être diffusé en entier à la télévision dès 1977, mais cela n'a jamais eu lieu. Depuis, des extraits de qualité médiocre ont été révélés par des collectionneurs. Au fil des années, d'autres extraits vidéo ont été diffusés pour des documentaires, et les rumeurs concernant une future sortie officielle sont nombreuses. Par ailleurs, la performance de You Take My Breath Away à Hyde Park se retrouve dans le bonus de la réédition 2011 de A Day at the Races. 

## Morceaux joués
1. A Day at the Races (Intro) (*)
2. Bohemian Rhapsody (Opera and Rock Section)
3. Ogre Battle
4. Sweet Lady
5. White Queen (As It Began)
6. Flick Of The Wrist
7. You're My Best Friend (*)
8. Bohemian Rhapsody (Ballad)
9. Killer Queen
10. The March Of The Black Queen
11. Bohemian Rhapsody (Reprise)
12. Bring Back That Leroy Brown
13. Brighton Rock
14. Son And Daughter (Reprise)
15. 39 (*)
16. You Take My Breath Away (*)
17. The Prophet's Song
18. Stone Cold Crazy
19. Keep Yourself Alive
20. Liar
21. In the Lap of the Gods... Revisited

(N.B. : Les chansons marquées (*) ont été jouées pour la première fois lors de la tournée estivale dont le concert à Hyde Park faisait partie.)